# Tina Lucas
Clementina „Tina“ Lucas (* 16. August 1914 in Hasselt; † 16. Juli 2008 ebenda) war eine belgische Widerstandskämpferin gegen die deutsche Besatzung ihres Landes während des Zweiten Weltkriegs.

## Biographie

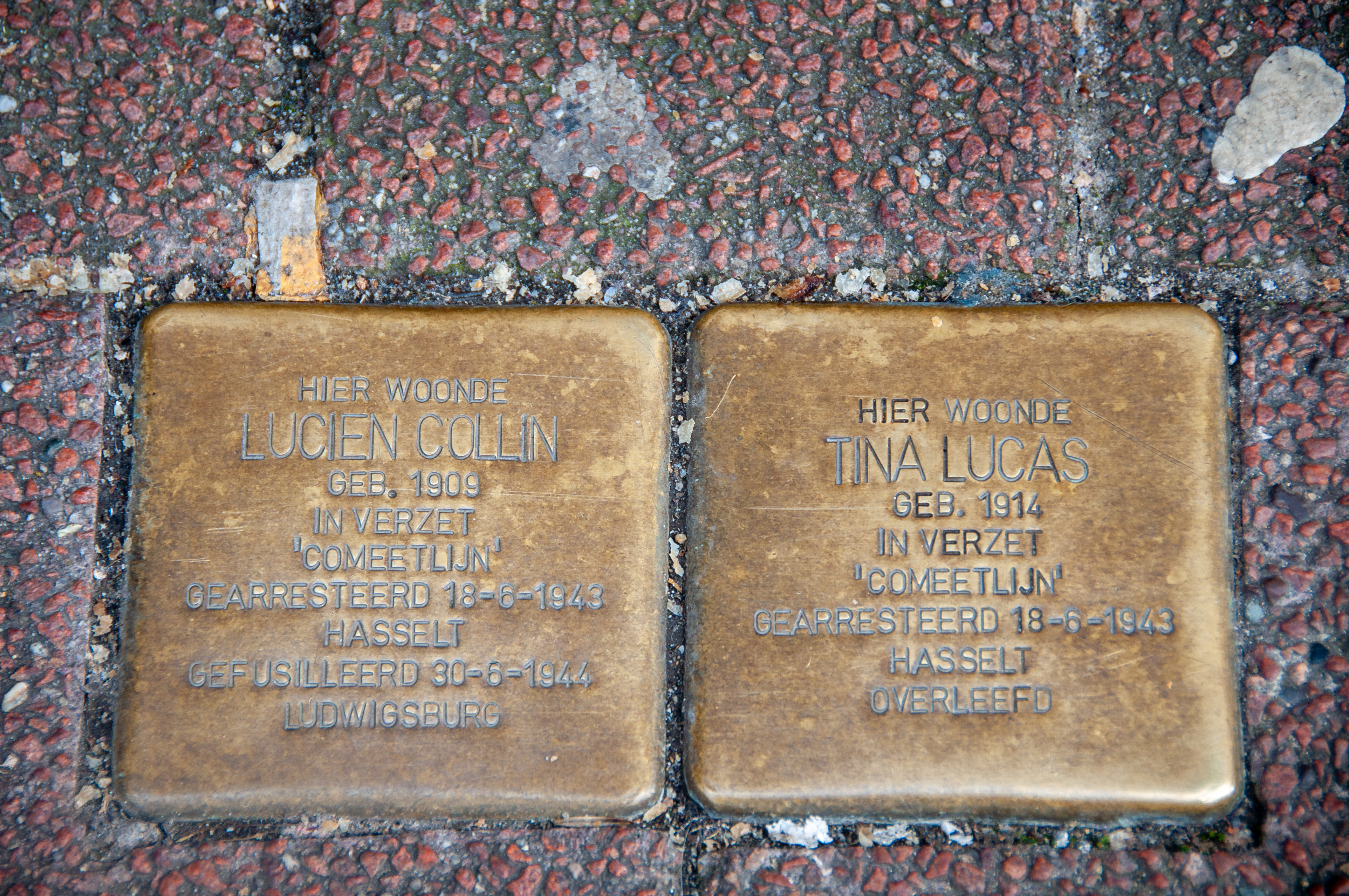
Stolpersteine für Tina Lucas und ihren Mann Lucien Collin in Hasselt

Tina Lucas und ihr Mann Lucien Collin betrieben einen Großhandel für Saatgut und Getreide an der Ecke Demerstraat und Paardsdemerstraat in Hasselt.
Im Alter von 22 Jahren nahm Tina Lucas spanische Kinder auf, die vor dem Spanischen Bürgerkrieg in Sicherheit gebracht worden waren. Im Mai 1940, als die Deutschen in Belgien einmarschierten, versuchten die Eheleute vergebens, mit ihren zwei kleinen Kindern nach Frankreich zu fliehen. Zurück in Hasselt schlossen sich Tina Lucas und Lucien Collin dem Widerstand an und traten der Gruppe Hoornaert-Dirix bei, die illegale Flugblätter verteilte. Im Juni 1941 wurde die Gruppe offiziell in das Geheim Leger eingegliedert. Ab September verhalfen Tina Lucas und Lucien Collin gemeinsam mit dem Ehepaar Florent Biernaux und Olympe Doby und den Wirtinnen Degueldre des Café De Kroon alliierten Piloten, die über Limburg oder dem deutschen Grenzgebiet abgeschossen worden waren, über das Comète-Netz zur Flucht. Die Piloten wurden in Verstecke und anschließend auf eine Fluchtroute nach Spanien-Portugal gebracht.
Im Frühsommer 1943 wurde die Comète-Gruppe verraten. Am 18. Juni 1943 wurden Tina Lucas und ihr Mann zu Hause verhaftet; ihre beiden Kinder kamen zu den Eltern ihrer Mutter. Das Kriegsverbrechertribunal der deutschen Luftwaffe in Brüssel verurteilte das Ehepaar zum Tode. Lucien Collin wurde sechs Monate später im deutschen Ludwigsburg hingerichtet. Seine Frau wurde über die Gefängnisse von Hasselt und Sint-Gilles in die Konzentrationslager Ravensbrück und Mauthausen deportiert. „Ich habe nie eine einzige Träne vergossen. Als ich nach Hause kam, wollte ich meinem Mann erzählen, wie stark ich gewesen war“, sagte sie später. Erst zu diesem Zeitpunkt erfuhr sie, dass ihr Mann nicht mehr am Leben war.
Nach der Befreiung führte Tina Lucas ein Schuhgeschäft. Durch die Misshandlungen in den Lagern war sie aber körperlich zu geschwächt, um es weiterzuführen. Sie zog dann ihre beiden Kinder mit einer Kriegsrente für Witwen auf. Sie wurde unter anderem Vorsitzende des „Freundeskreises Ravensbrück“, besuchte oft die Lager und hielt Reden vor Vereinen und Schulen. In zweiter Ehe heiratete sie den Richter und Autor Ludovic Ulrix, der 1984 verstarb.

## Ehrungen
2007 wurde Tina Lucas in Frankreich zum Ritter der Ehrenlegion ernannt. Die französischsprachige Zeitung La Libre Belgique bezeichnete sie als „kämpfende Großmutter für den Frieden in Europa“.
Vor dem Haus Demerstraat 43–45 in Hasselt wurde 2024 ein Stolperstein für Tina Lucas verlegt. Am Haus hängt eine Gedenktafel für Lucien Collin, der im Juni 1944 hingerichtet worden war.
Die BBC-Serie Secret Army basiert auf den Erlebnissen des Comète-Netzwerks und den Berichten von Tina Lucas.